# Lorbeergewächse
Die Lorbeergewächse (Lauraceae) sind eine Familie der Bedecktsamer (Magnoliopsida). Die etwa 50 Gattungen mit 2000 bis 2500 Arten gedeihen vor allem in tropischen Gebieten. Fast alle Arten sind verholzende Pflanzen und wachsen als Bäume oder Sträucher; mit den Cassytha gibt es auch eine Gattung parasitischer Kletterpflanzen innerhalb der Familie. Besondere Bedeutung für den Menschen haben Zimt und Lorbeer, die aufgrund der aromatischen Inhaltsstoffe als Gewürz genutzt werden.

## Beschreibung

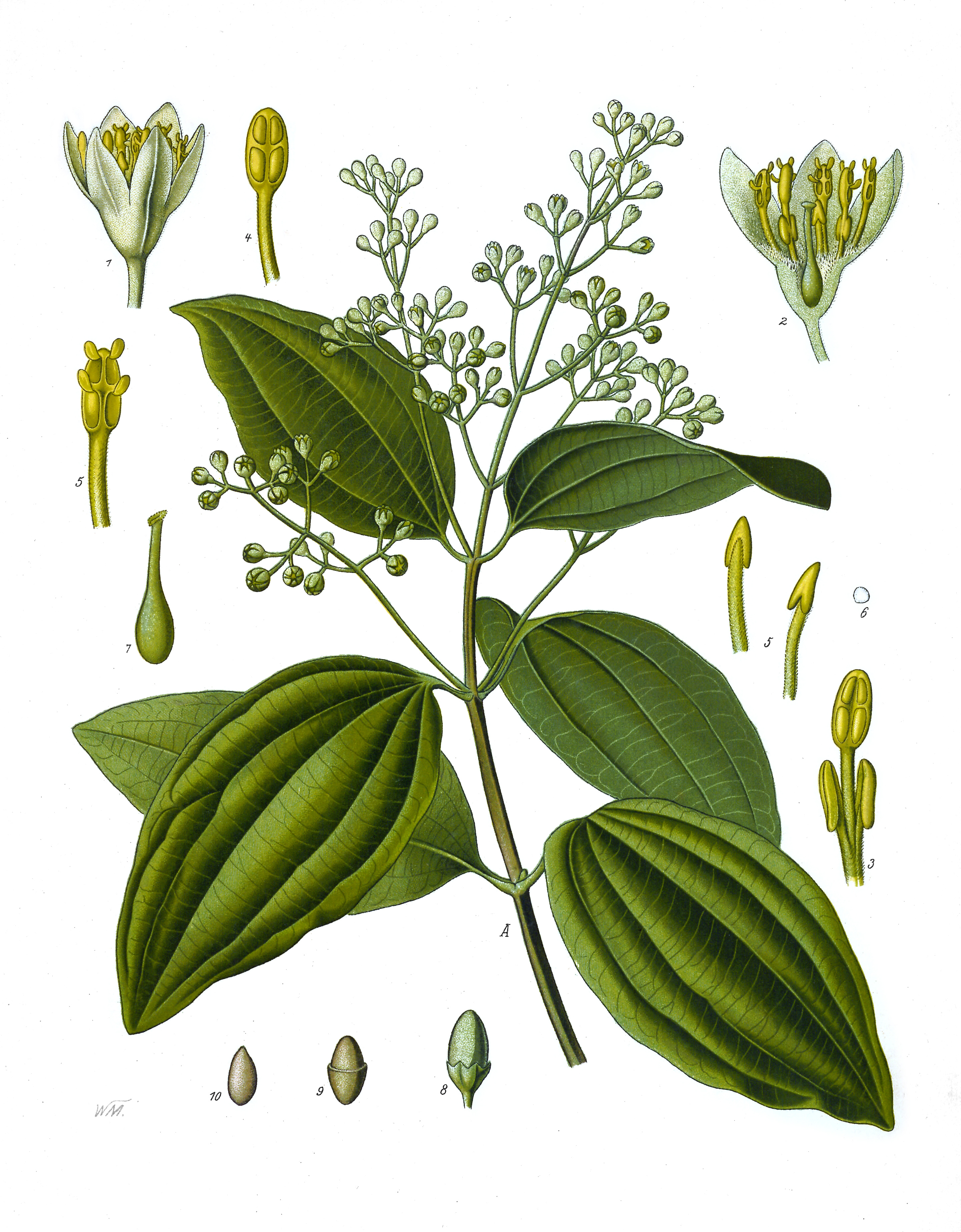
Illustration des Ceylon-Zimtbaum (Cinnamomum verum) aus Köhler's Medizinalpflanzen.

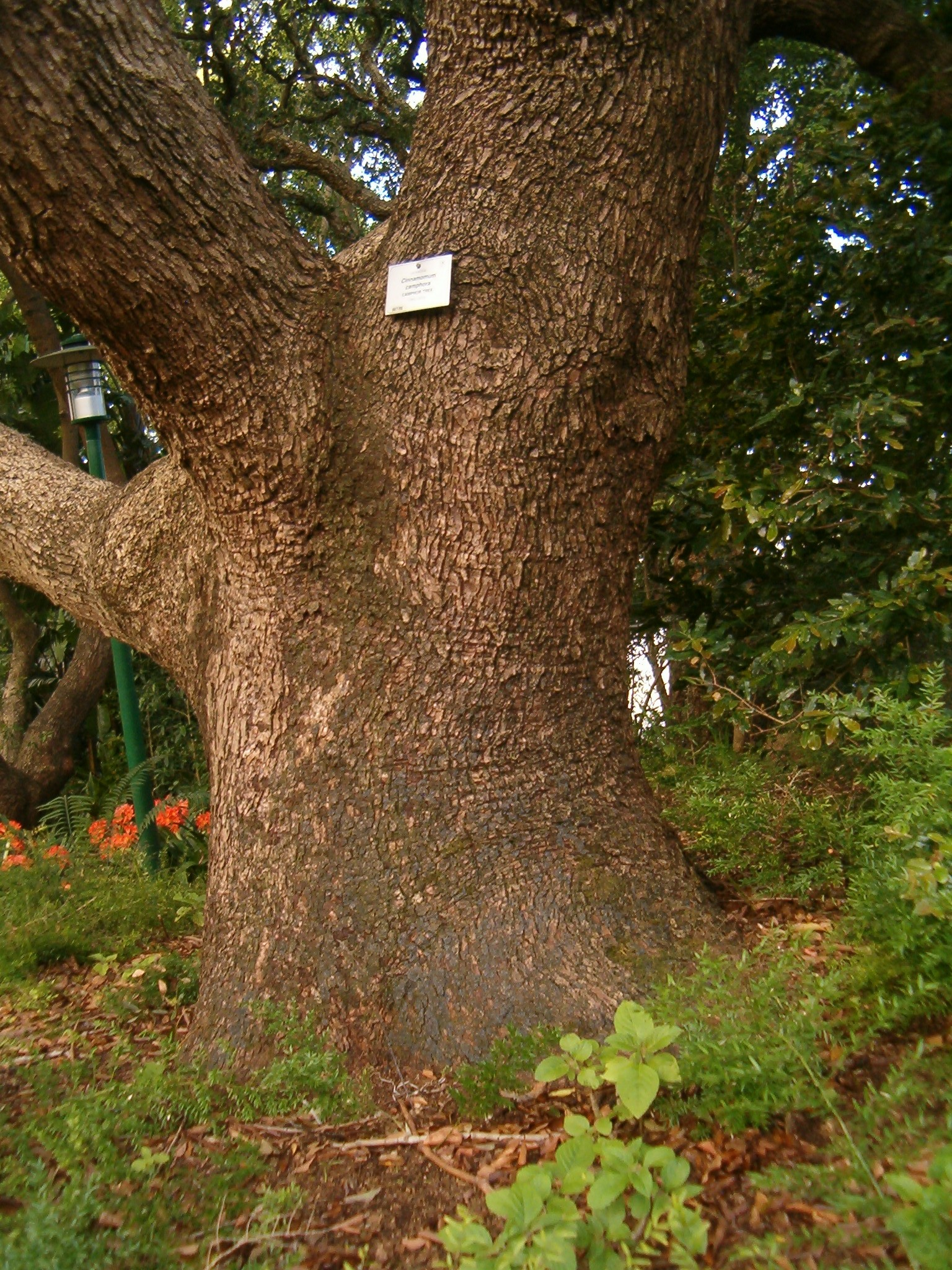
Kampferbaum (Cinnamomum camphora)

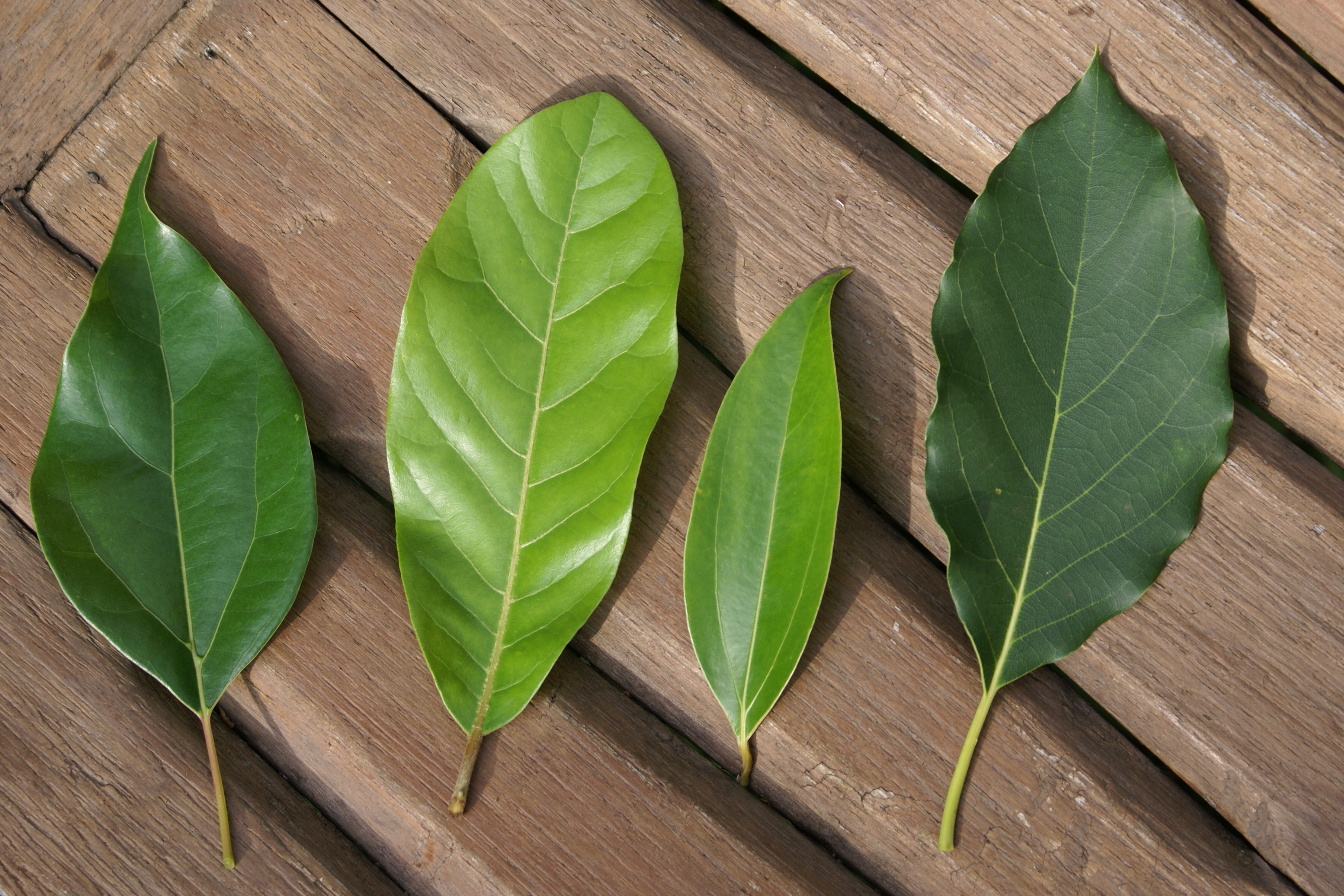
Laubblätter von Cinnamomum camphora, Litsea glutinosa, Cinnamomum aromaticum und Persea americana (von links nach rechts)

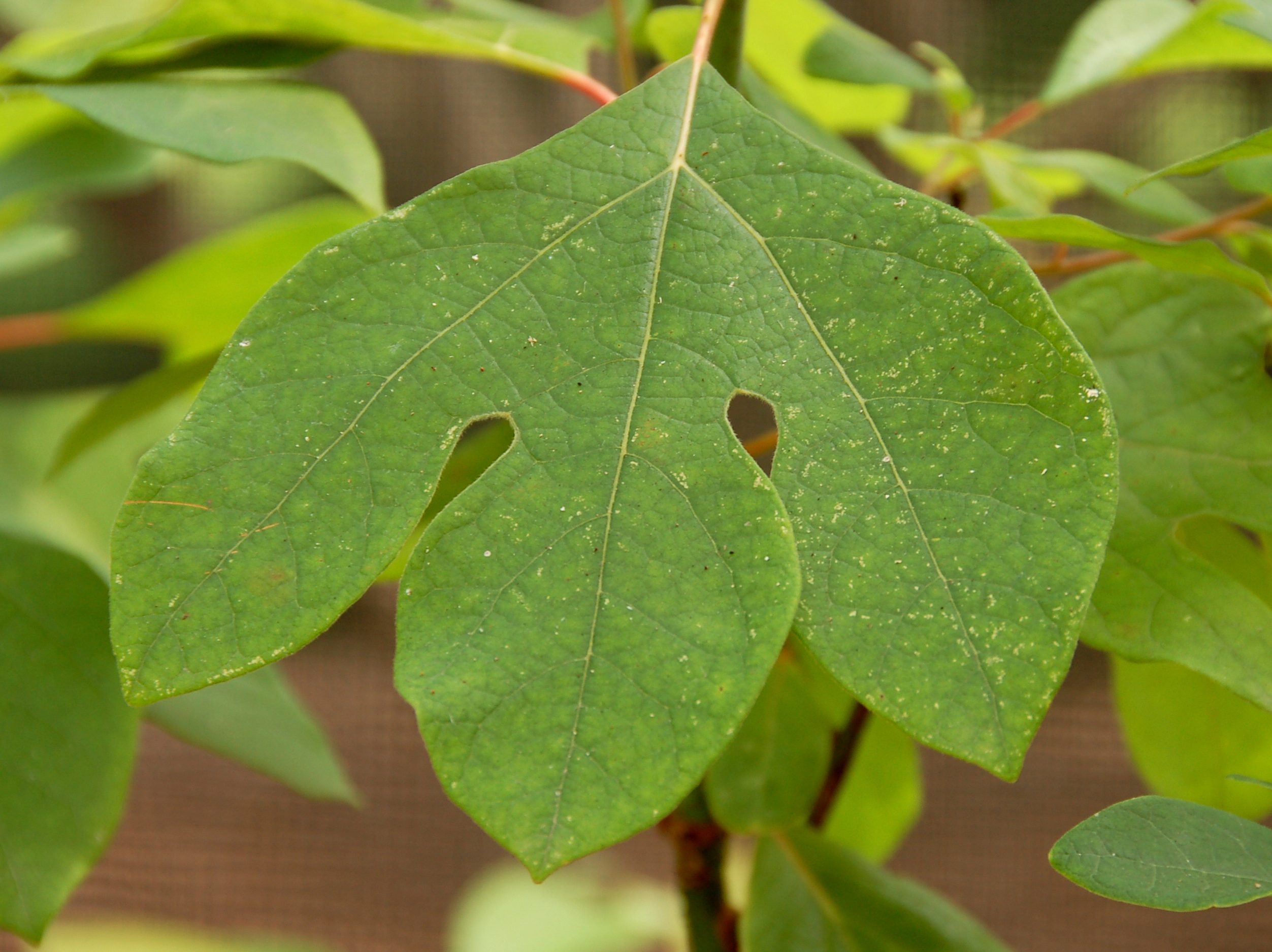
Abweichende Blattform beim Sassafrasbaum (Sassafras albidum)

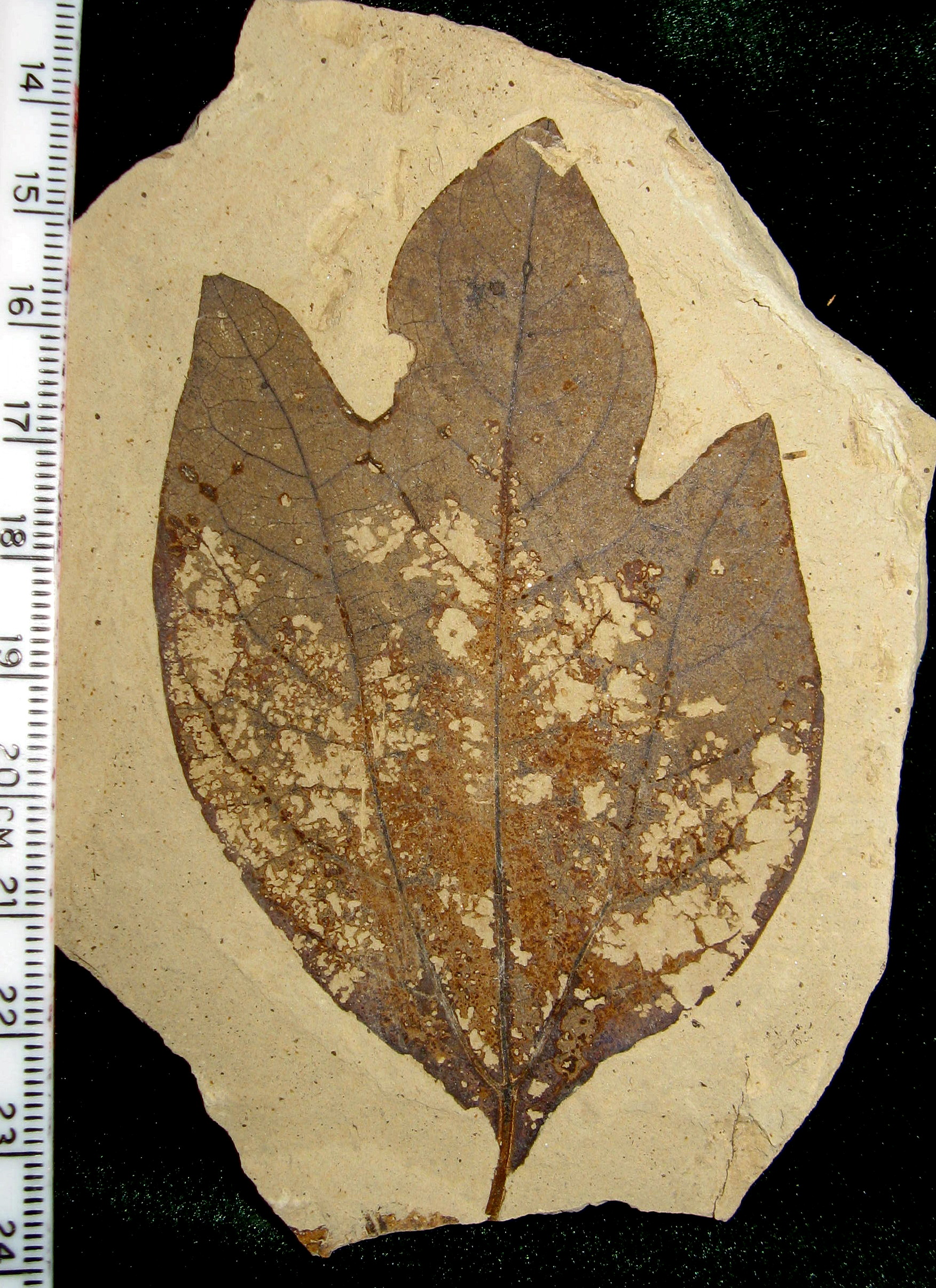
Blatt der ausgestorbenen Sassafras hesperia aus dem frühen Eozän

### Erscheinungsbild, Rinde, Holz und Wurzeln
Lorbeergewächse sind meist immergrüne, selten laubabwerfende, verholzende Pflanzen und wachsen als Bäume oder Sträucher, einzige Ausnahme ist die Gattung Cassytha, deren Arten hemiparasitische, windende ausdauernde krautige Pflanzen sind. Die kleinsten strauchförmig wachsenden Arten erreichen kaum Wuchshöhen von 1 Meter, unter den Bäumen gibt es Arten mit Wuchshöhen von bis zu 50 Metern. Einige Arten wachsen leicht kletternd, sind also darauf angewiesen, von benachbarten Pflanzen gestützt zu werden. Bei vielen Arten duften alle Pflanzenteile aromatisch.
Die Bäume verfügen meist über eine glatte Rinde, die oftmals mit einer Vielzahl an runden, flachen Korkporen besetzt ist, es können jedoch auch stark rissige Rinden auftreten. Das Holz kann sehr leicht bis extrem fest sein, die relative Dichte liegt meist zwischen 0,4 und 0,8 g/cm3, kann aber auch 0,2 g/cm3 bis 1,3 g/cm3 erreichen. Innerhalb der Familie sind Brettwurzeln häufig zu finden, wobei aber stark ausgeprägte Brettwurzeln die Ausnahme bilden. Selten kommen auch Atemwurzeln und Stelzwurzeln vor.

### Blätter

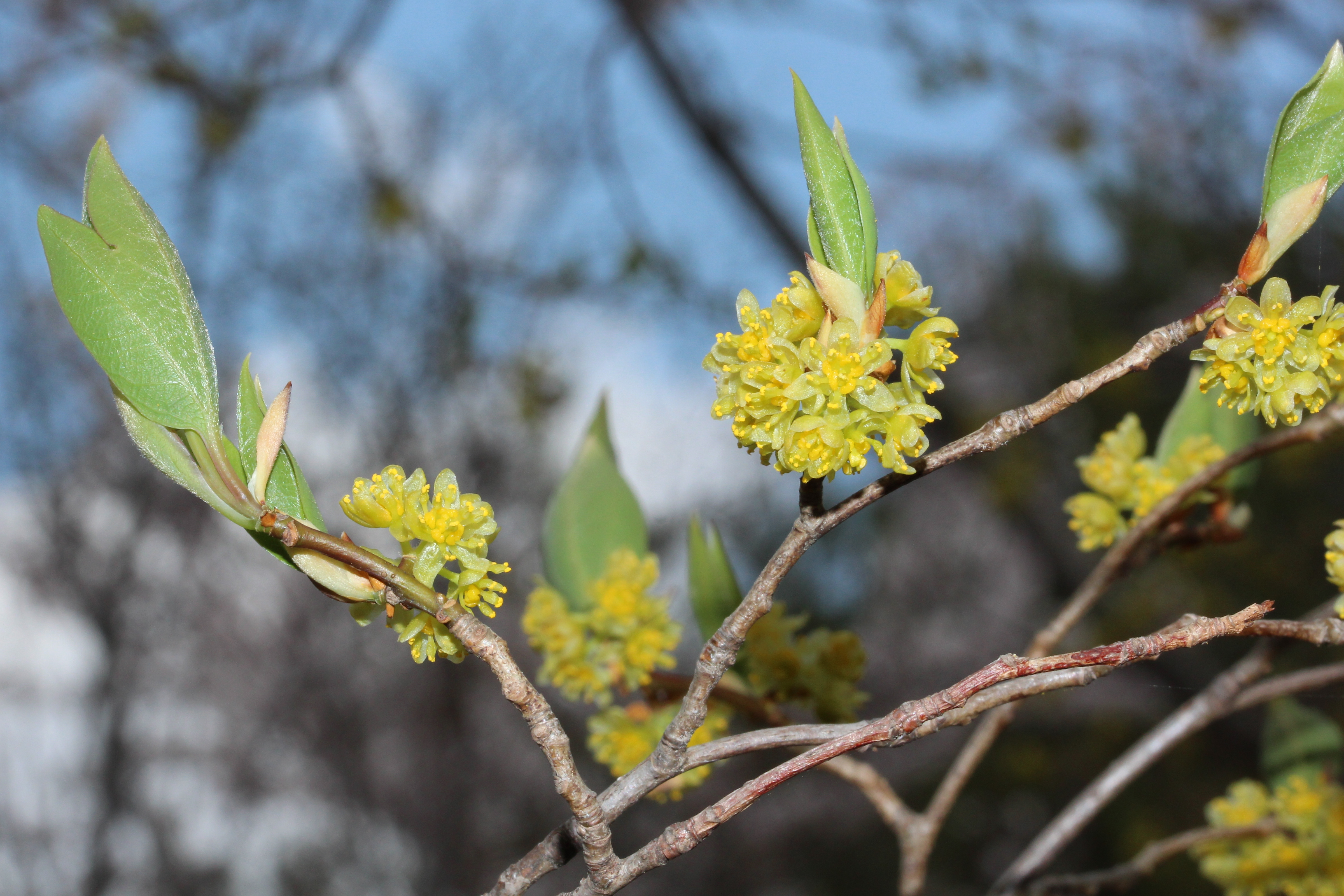
Blütenstände von Lindera triloba

Die meist wechselständig, selten gegenständig oder scheinbar in Wirteln angeordneten Laubblätter sind meist in Blattstiel und Blattspreite gegliedert. Die Blattspreiten sind meist einfach, ganzrandig und oftmals lederig. Die Blattoberseite ist meist dunkelgrün und glänzend, die Blattunterseite ist oft blaugrün. Größe und Form sind innerhalb der Familie sehr variabel, die kleinsten sind nur etwa 1 cm lang, die längsten erreichen mehr als 60 cm Länge; die Form reicht von kreisförmig bis bandförmig. Abweichend sind die schuppenförmigen Laubblätter in der Gattung Cassytha sowie gelappte Laubblätter, die in der Gattung Sassafras, bei jungen Laubblättern auch in der Gattung Actinodaphne und bei zwei Arten aus der Gattung Lindera vorkommen. Die Behaarung besteht ausschließlich aus einzelligen Trichomen, die etwas gekammert erscheinen können. Sie variieren in Größe, Form, Ausrichtung und Dichte, können aber auch fast vollständig fehlen. Meist ist die Behaarung auf der Oberseite dichter als auf der Unterseite. Die Aderung ist meist fiederig, in vielen Gattungen treten jedoch auch Blätter mit drei Hauptadern auf. Auf der Unterseite sind in den Achseln der Adern gelegentlich Domatien zu finden. Nebenblätter werden innerhalb der Familie nicht ausgebildet.

### Blütenstände und Blüten
Die seitenständigen Blütenstände sind meist geschlossen und thyrsenförmige Rispen bis Botryoiden oder Pseudodolden. Selten sind sie zu Köpfen zusammengeschlossen oder zu einer einzelnen Blüte reduziert. Einige Vertreter bilden Blütenstände mit mehreren hundert Blüten. Die Blütenstände innerhalb der Gattung Cassytha und einiger Arten von Litsea und Mezilaurus sind offen, in der Art Licaria capitata sind die Internodien des Blütenstandes stark verkürzt, so dass ein kopfiger Blütenstand entsteht, der an einem langen Blütenstandsstiel steht. Selten wird der gesamte Blütenstand von großen Tragblättern eingeschlossen, häufiger sind mehrere doldenförmige Gruppen von Blüten, die von Hochblatthüllen umgeben werden oder Blütenstände, bei denen Hoch- oder Tragblätter fehlen.

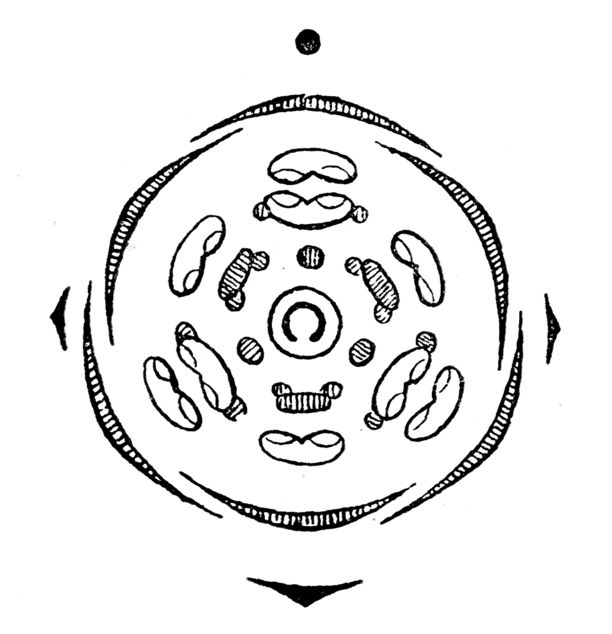
Blütendiagramm von Persea

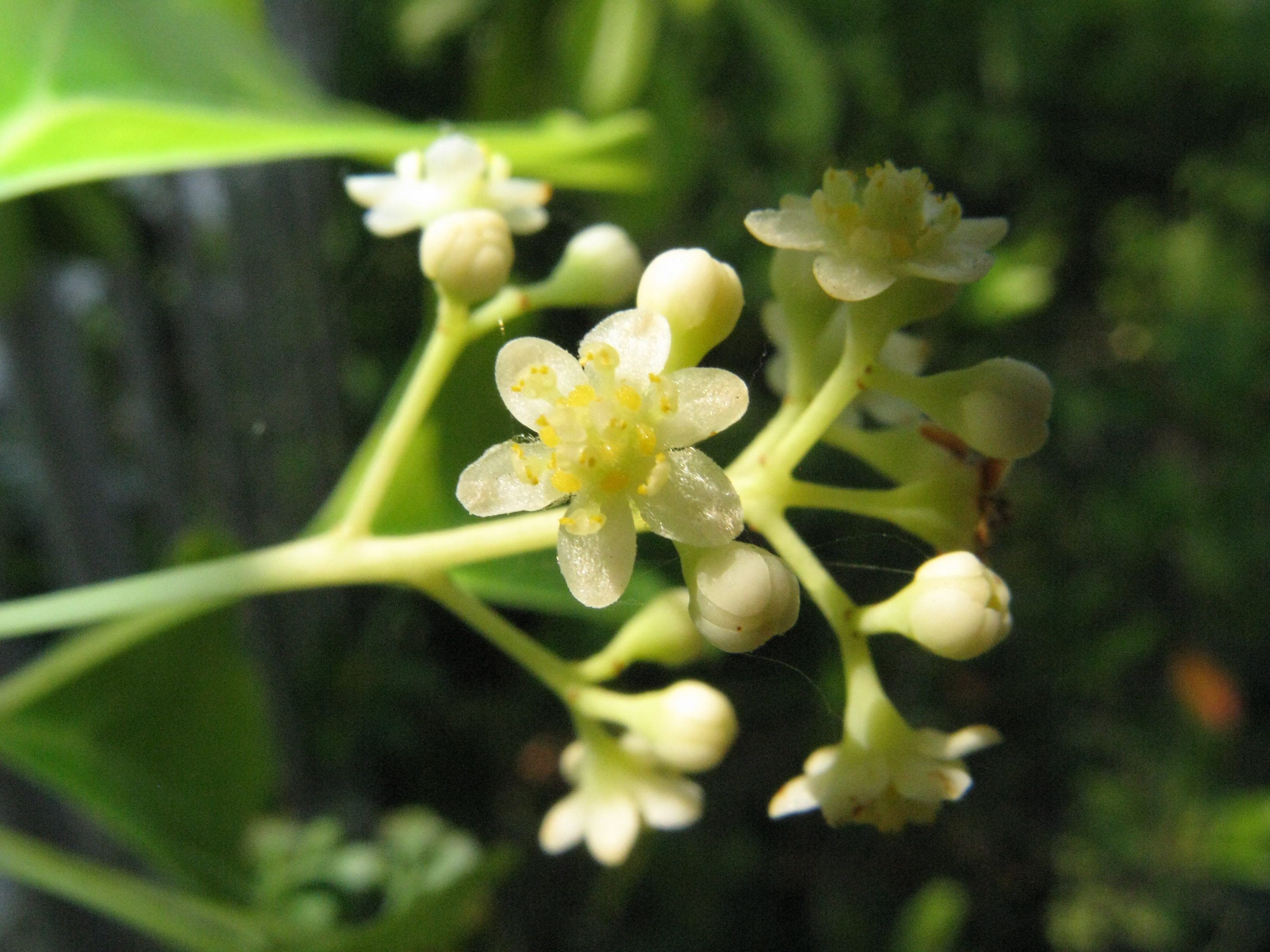
Blütenstand mit Blüten im Detail des Kampferbaumes (Cinnamomum camphora)

Die Blüten können zwittrig oder eingeschlechtig sein. Wenn die Blüten eingeschlechtig sind, können die Arten diözisch, polygamomonözisch oder monözisch sein. Eingeschlechtige Blüten treten unter anderem in den Gattungen Actinodaphne, Endlicheria, Lindera, Neolitsea und Rhodostemonodaphne auf.
Die relativ kleinen Blüten sind mit Durchmessern von meist 2 bis 8 mm, 1 bis 20 mm radiärsymmetrisch. Der frei vom Fruchtblatt stehende Blütenboden kann mehr oder weniger hoch becherförmig, klein oder deutlich vergrößert und urnenförmig ausgeprägt sein.
Die Blüten sind meist dreizählig. Zweizählige Blüten kommen in den Gattungen der Lorbeeren (Laurus), bei Neolitsea und Potameia, in der Gattung Endiandra bei Endiandra xanthocarpa und gelegentlich in Cinnadenia vor; vierzählige oder unregelmäßige Blüten gibt es in der Gattung Chlorocardium.
Die Blütenhülle besteht in den meisten Fällen aus zwei Kreisen meist gleichgestaltiger oder manchmal etwa unterschiedlich geformter Blütenhüllblätter. Gelegentlich sind die Blütenhüllblätter des äußeren Kreises um die ½ bis ¼ kleiner als die des inneren Kreises. Abweichend davon weisen die Gattungen Dicypellium und Phyllostemonodaphne drei und Eusideroxylon vier Kreise von Blütenhüllblättern auf, wovon die inneren Kreise umgewandelte Staubblattkreise darstellen. In den Gattungen Litsea und Lindera können Teile der Blütenhülle in Staubblätter umgewandelt sein, so dass Blütenhüllblätter auch komplett fehlen können. Die Farben der Blütenhüllblätter reichen von meist grünlich, gelblich, weißlich bis weiß oder selten rötlich. Die Blütenhüllblätter sind aufrecht, ausgebreitet oder zurückgebogen; selten sind sie nach innen gebogen.
Die Staubblätter stehen ursprünglich in vier Kreisen aus je drei Stück, wovon der innerste Kreis meist steril ist oder fehlen kann. Gelegentlich sind auch ein oder zwei der restlichen drei Staubblattkreise steril oder fehlend. In einigen Gattungen ist die Zahl der Staubblätter höher, so bei Actinodaphne (bis zu 15), Chlorocardium (bis zu 20), Cinnadenia (bis zu 32), Dodecadenia (bis zu 18), bei den Lorbeeren (Laurus) (bis zu 30), bei der Gattung Lindera (bis zu 15) und Litsea (bis zu 20). An der Basis der Staubblätter des inneren vorhandenen Kreises befindet sich oft ein Drüsenpaar. Die Staubbeutel sind zwei- oder vierkammerig und öffnen sich über Klappen meist von der Basis zur Spitze. Meist sind die Staubbeutel der äußeren zwei Kreise nach innen gewendet, beim dritten Kreis können sie auch nach außen gewendet sein. In einigen Arten der Gattung Potameia und selten in den Gattungen Endiandra und Beilschmiedia sind die Staubbeutel durch Verwachsung der Pollensäcke einkammerig. Die Pollenkörner sind mehr oder weniger kugelförmig und weisen meist einen Durchmesser von 18 bis 40 µm, seltener von 14 bis 70 µm auf. Die Pollenkornoberfläche ist meist mit 0,5 bis 2 (selten bis 3) µm hohen Stacheln besetzt.
Es ist nur ein Fruchtblatt vorhanden, das meist oberständig ist, Ausnahmen sind die Gattungen Hypodaphnis, bei der es unterständig, und Eusideroxylon sowie Potoxylon, bei denen es halb-unterständig ist. Das einzige Fruchtblatt enthält eine einzelne, anatrophe Samenanlage. Die Narbe ist dreilappig, scheiben- oder nierenförmig.

Aufbau eines Samens der Avocado (Persea americana)

### Früchte und Samen
Als Früchte werden meist Beeren gebildet, die einen einzelnen, großen Samen enthalten. Selten sind es auch Steinfrüchte mit schwach ausgeprägten Endokarp. Die Fruchtform variiert zwischen eingedrückt kugelförmig bis zu keulenförmig oder fast spindelförmig, meist sind sie jedoch elliptoid. Die Früchte sind meist fleischig oder selten holzig. Die kleinsten Früchte sind nur etwa 5 mm lang, die größten gibt es bei der kultivierten Avocado (Persea americana) mit über 15 cm Länge. Der Blütenboden und der Blütenstiel können an der Frucht entweder kaum vergrößert oder aber deutlich vergrößert sein. Dann bilden sie oft einen fleischigen oder holzigen Fruchtbecher um den unteren Teil der Frucht, was an Eicheln erinnert. Die Oberfläche der Früchte (Exokarp) ist meist glänzend schwarz oder dunkel bis bräunlich violett, gelegentlich ist sie von einer bläulichen Wachsschicht überzogen; auch andere Fruchtfarben, wie rot, hellbraun, grün, gelb oder weiß kommen selten vor.
Die Samenschale (Testa) ist dünn, ein Endosperm ist nicht vorhanden. Der Embryo ist vollständig ausgebildet, gerade und besitzt sehr große Keimblätter.

## Nutzung und Bedeutung
Die heute ökonomisch bedeutendste Art ist die Avocado (Persea americana). Ihre Frucht wird hauptsächlich als Salatfrucht verwendet. Das aus der Frucht und dem Samen gewonnene Öl wird hauptsächlich in der Kosmetikindustrie genutzt.
Viele Vertreter der Lorbeergewächse werden aufgrund ihres aromatischen Duftes als Gewürz genutzt. Vor allem Zimt, welches aus der Rinde junger Zweige des Ceylon-Zimtbaumes (Cinnamomum verum) gewonnen wird, hat dabei eine besondere Bedeutung. Oftmals wird auch die Rinde nahe verwandter Arten genutzt, diese sind aber oft nur von minderwertiger Qualität. Die Zimtkassie (Cinnamomum cassia) beispielsweise liefert eine weniger intensiv riechende Rinde.
Die Nutzung der Blätter der Echten Lorbeers ist aus dem Mittelmeerraum seit der Antike bekannt. Bereits Rezepte aus dem Kochbuch von Marcus Gavius Apicius weisen die Verwendung nach. In den Überlieferungen der Griechischen Mythologie verwandelt sich Daphne in einen Lorbeerbaum, um sich vor ihrem Verehrer Apollon zu verstecken, der wiederum aus Trauer Kränze aus Lorbeerlaub trug. Lorbeerblätter wurden in Griechenland auch genutzt, um Olympioniken zu ehren, im Römischen Reich ehrte man siegreiche Feldherren mit Lorbeerkränzen.
Weitere als Gewürze genutzte Pflanzen sind unter anderem der Sassafrasbaum (Sassafras albidum) und Litsea glaucescens, Cinnamomum tamala. Einige Arten, die niemals kultiviert wurden, sind aufgrund der extensiven Nutzung als Gewürz in ihrem Bestand bedroht, so zum Beispiel Dicypellium caryophyllaceum.
Für die Parfümerie werden aus einigen Arten aromatische Öle gewonnen, so beispielsweise Rosenholzöl aus Aniba rosaeodora oder das Brasilianische Sassafrasöl aus z. B. Ocotea odorifera. Das aus dem Kampferbaum (Cinnamomum camphora) gewonnene Campher wird in der Pharmazeutischen Industrie eingesetzt, zudem gibt es eine Vielzahl an Nutzungsmöglichkeiten unterschiedlicher Arten aus der Volksmedizin.
Viele Arten liefern Holz, welches zumindest in lokalen Rahmen Nutzung findet, auf dem Weltmarkt haben nur wenige Vertreter der Familie Bedeutung als Nutzholz, so beispielsweise Chlorocardium rodiei, Eusideroxylon zwageri, Ocotea porosa und Endiandra palmerstonii.

## Vorkommen
Die Familie Lauraceae besitzt eine pantropische Verbreitung, einige Arten reichen im Norden und Süden bis in gemäßigte Gebiete. Die nördlichste Verbreitung in der Alten Welt hat die Gattung Lindera, die bis auf die japanische Insel Hokkaidō reicht, die südlichsten altweltlichen Vertreter sind drei Arten der Gattung Beilschmiedia auf Neuseeland. In der Neuen Welt reicht Sassafras albidum bis nach Maine und in den Süden Ontarios, im Süden begrenzt Persea lingue auf der chilenischen Insel Chiloé das Verbreitungsgebiet. Die Verbreitungsschwerpunkte der Familie liegen in den Indo-Malaiischen Gebieten und in Mittel- bis Südamerika. Im Tropischen Afrika hingegen sind nur relativ wenige Arten vertreten. In der Neotropis gibt es 27 Gattungen.
Arten der Familie Lauraceae kommen in tropischen Bergwäldern in Höhenlagen bis etwa 4000 Meter vor und sind in den Wolken- und Nebelwäldern über 2000 Meter oftmals die am häufigsten vorkommende Familie. In Regenwäldern niedrigerer Höhenlagen ist jedoch die absolute Artenanzahl am höchsten. Obwohl in trockenen Gebieten die Verbreitung der Familie nachlässt, haben sich einige Arten an halbtrockene Standorte angepasst. Andere Arten wachsen auch an anderen extremen Standorten, wie beispielsweise zeitweise überfluteter Wald oder nahezu nährstoffloser Boden aus weißem Sand.

## Systematik

### Äußere Systematik
Die Familie Lauraceae wird in die Ordnung der Lorbeerartigen (Laurales) gestellt und ist dort die Familie mit der höchsten Artenzahl. Molekularbiologische Untersuchungen zeigten, dass die Familie zusammen mit den Hernandiaceae und den Monimiaceae eine monophyletische Klade bilden, die Verwandtschaftsverhältnisse der drei Familien untereinander ist noch nicht genau gesichert.

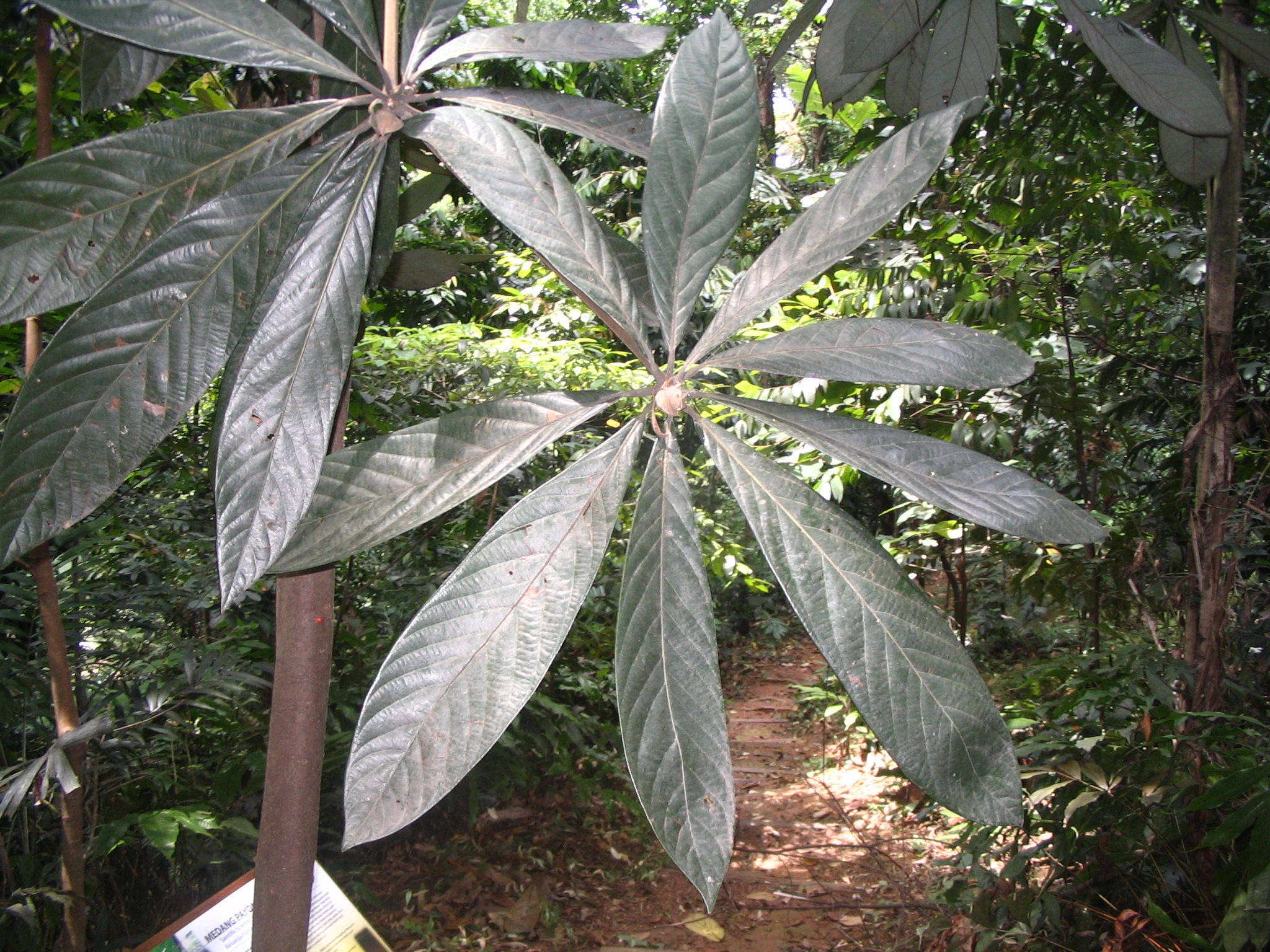
Actinodaphne malaccensis

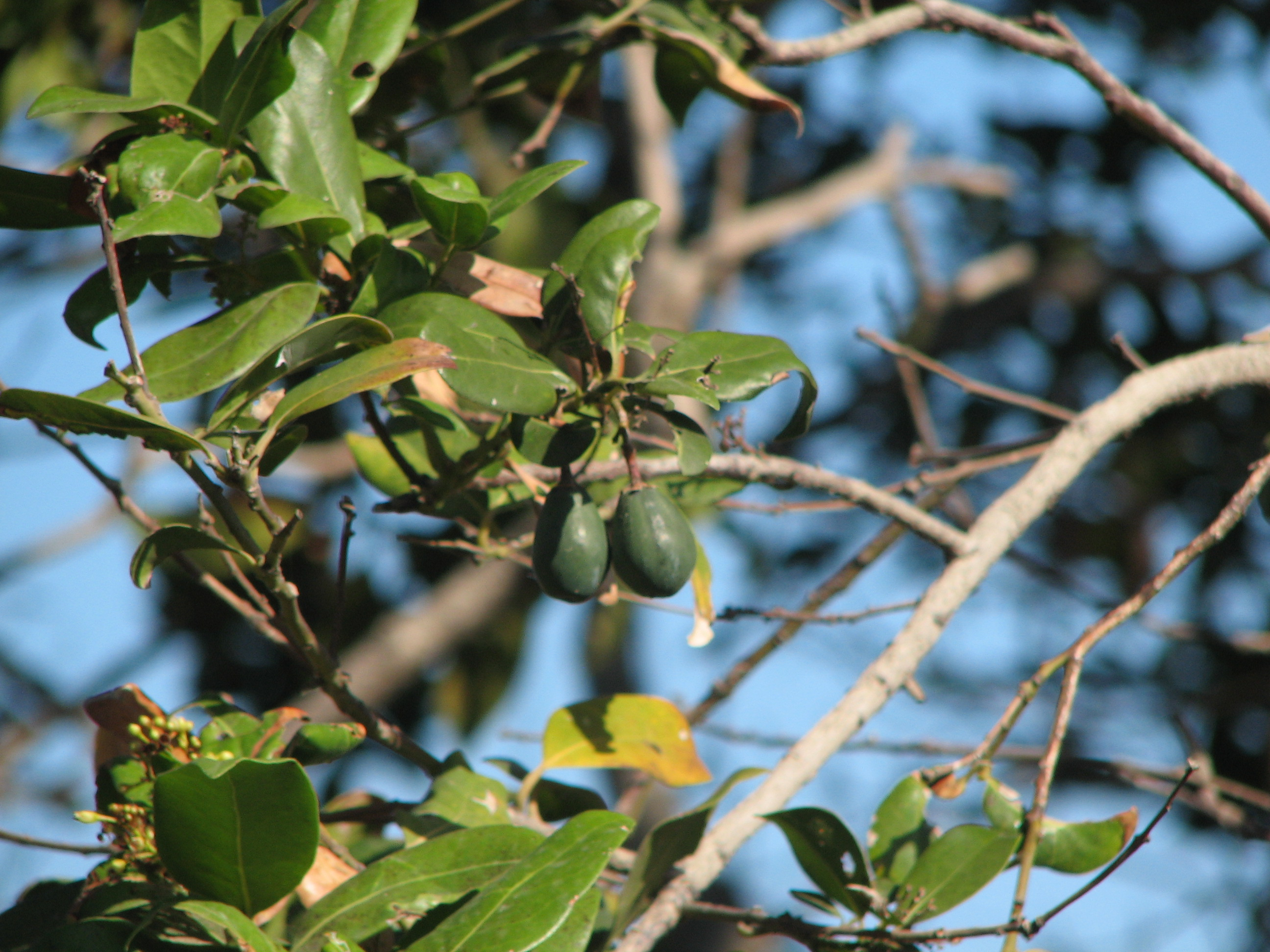
Früchte von Barbusano (Apollonias barbujana)

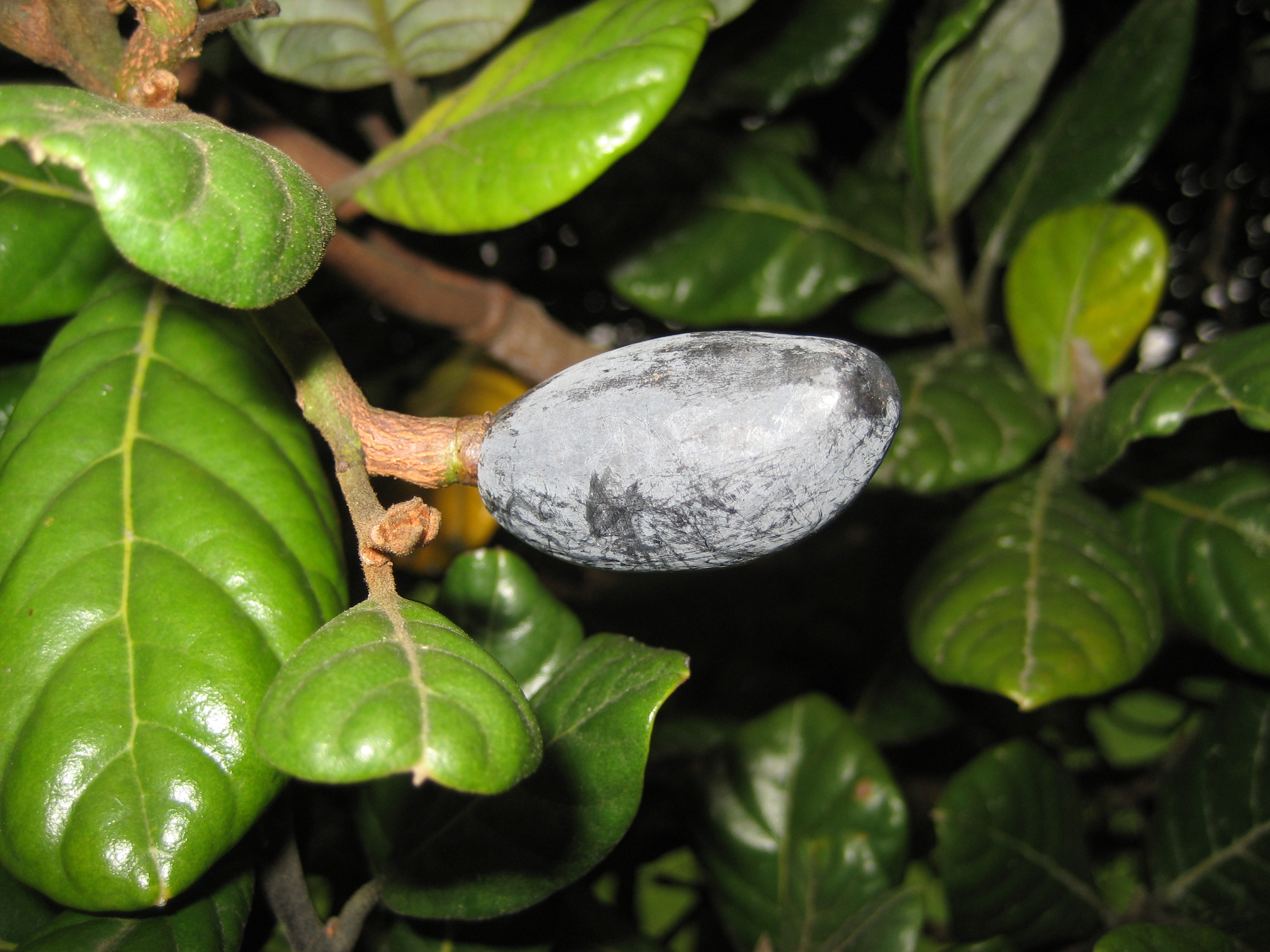
Frucht von Beilschmiedia tarairi

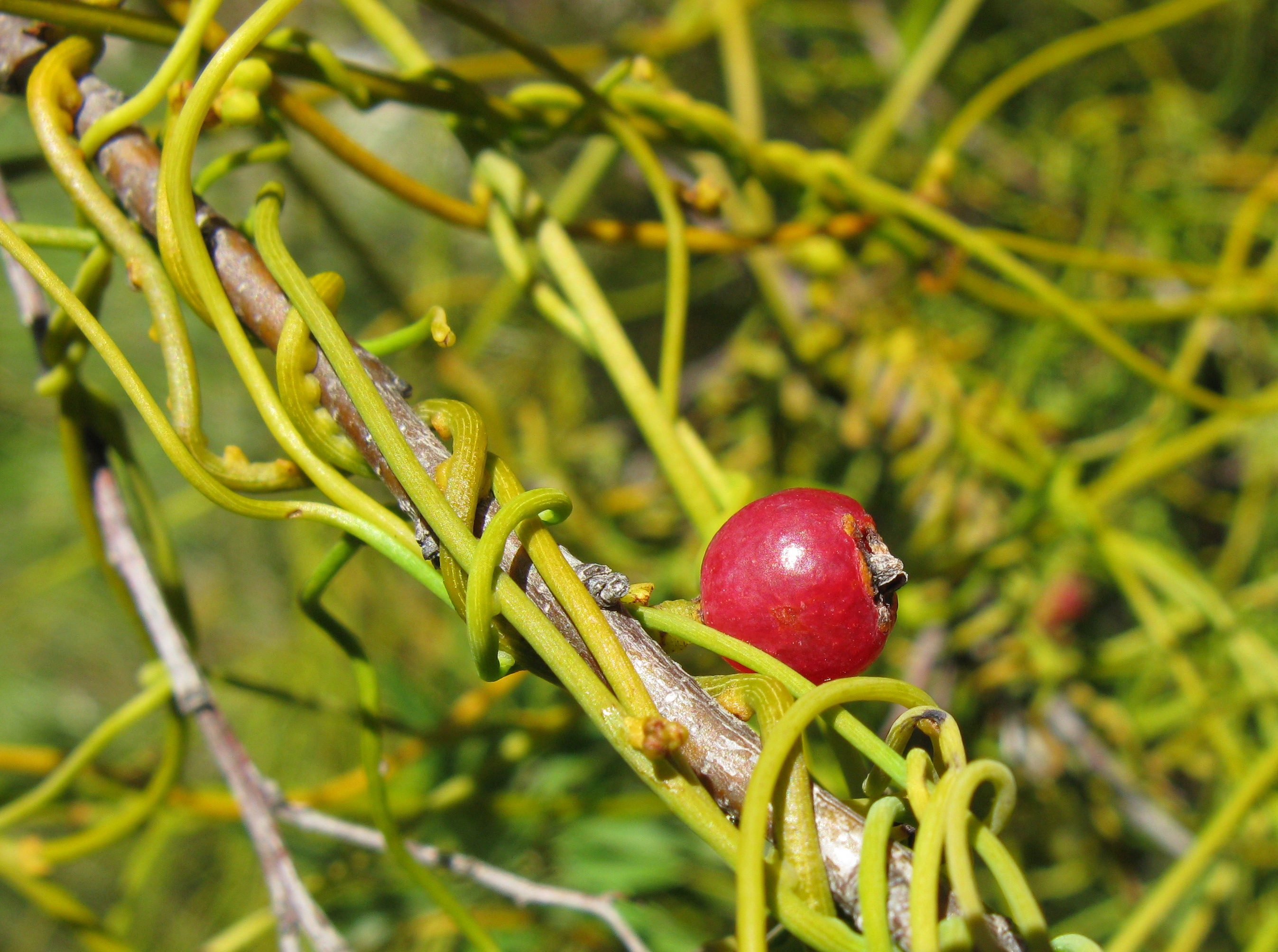
Habitus und Frucht von Cassytha ciliolata

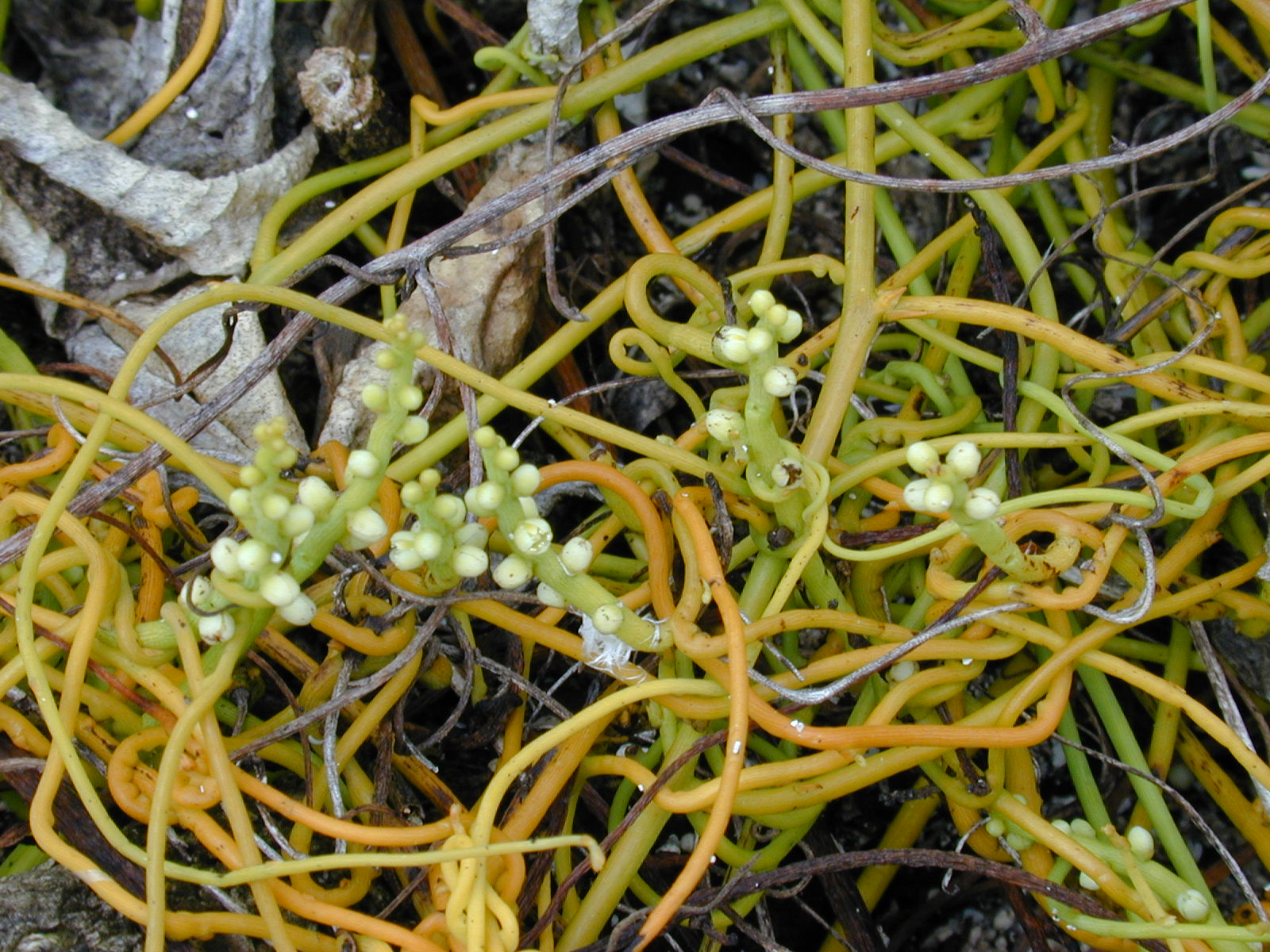
Cassytha filiformis

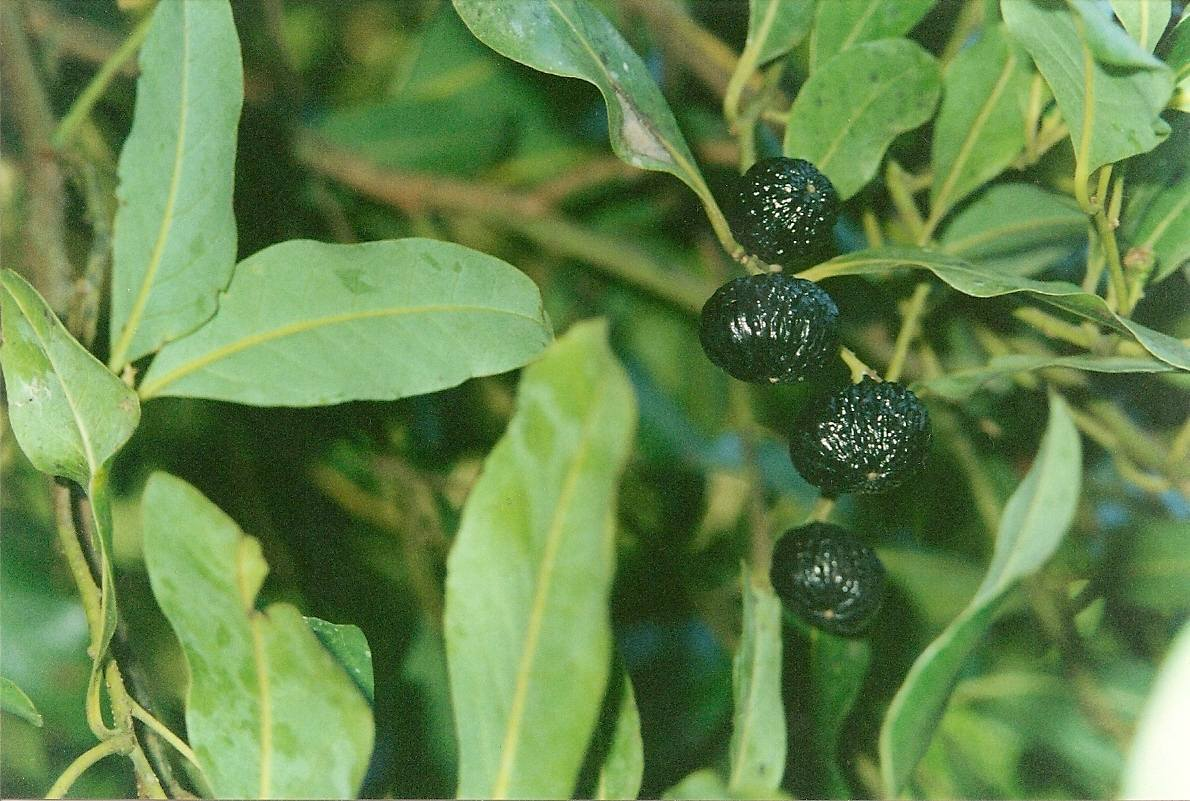
Cryptocarya glaucescens

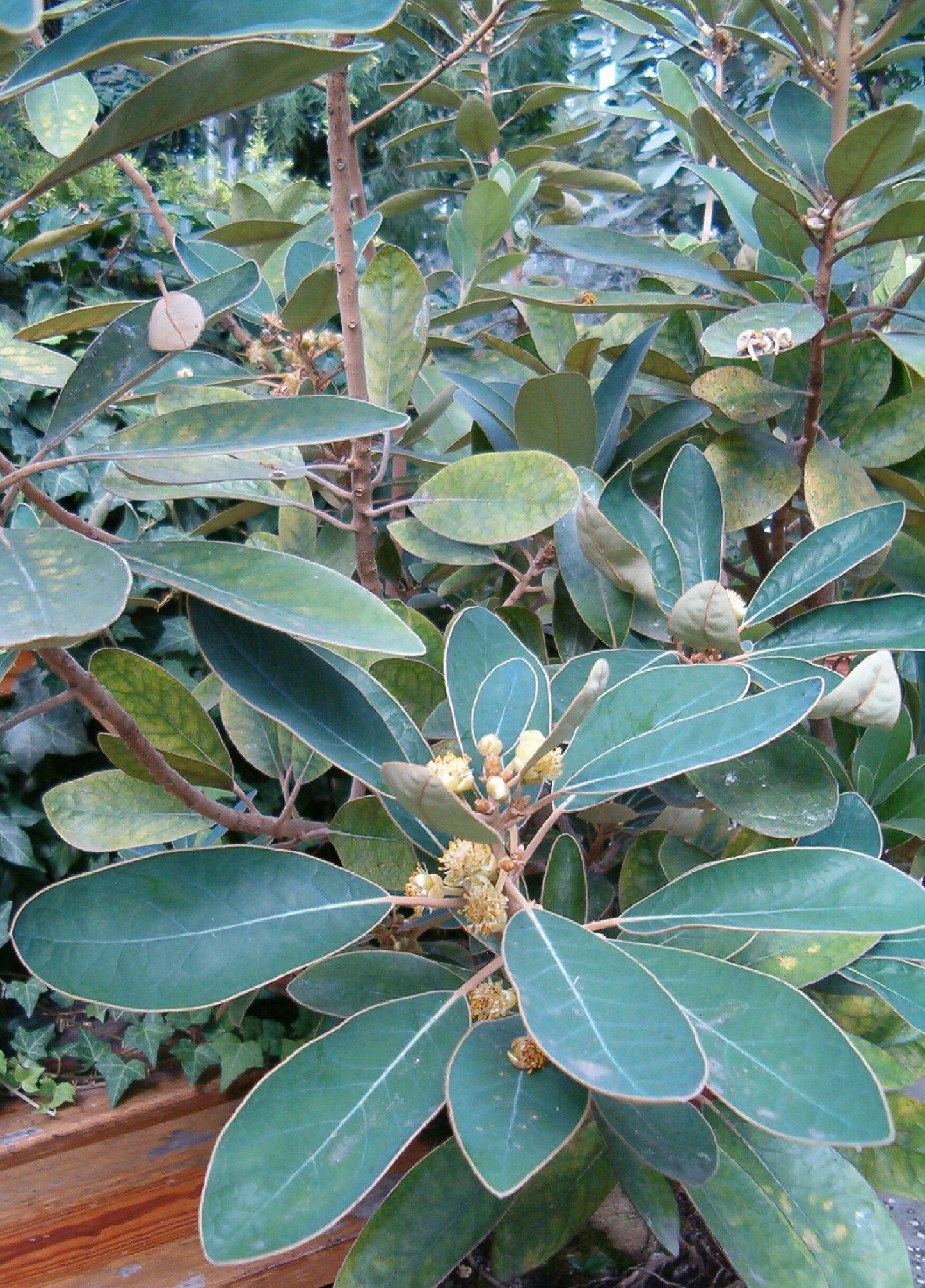
Litsea japonica

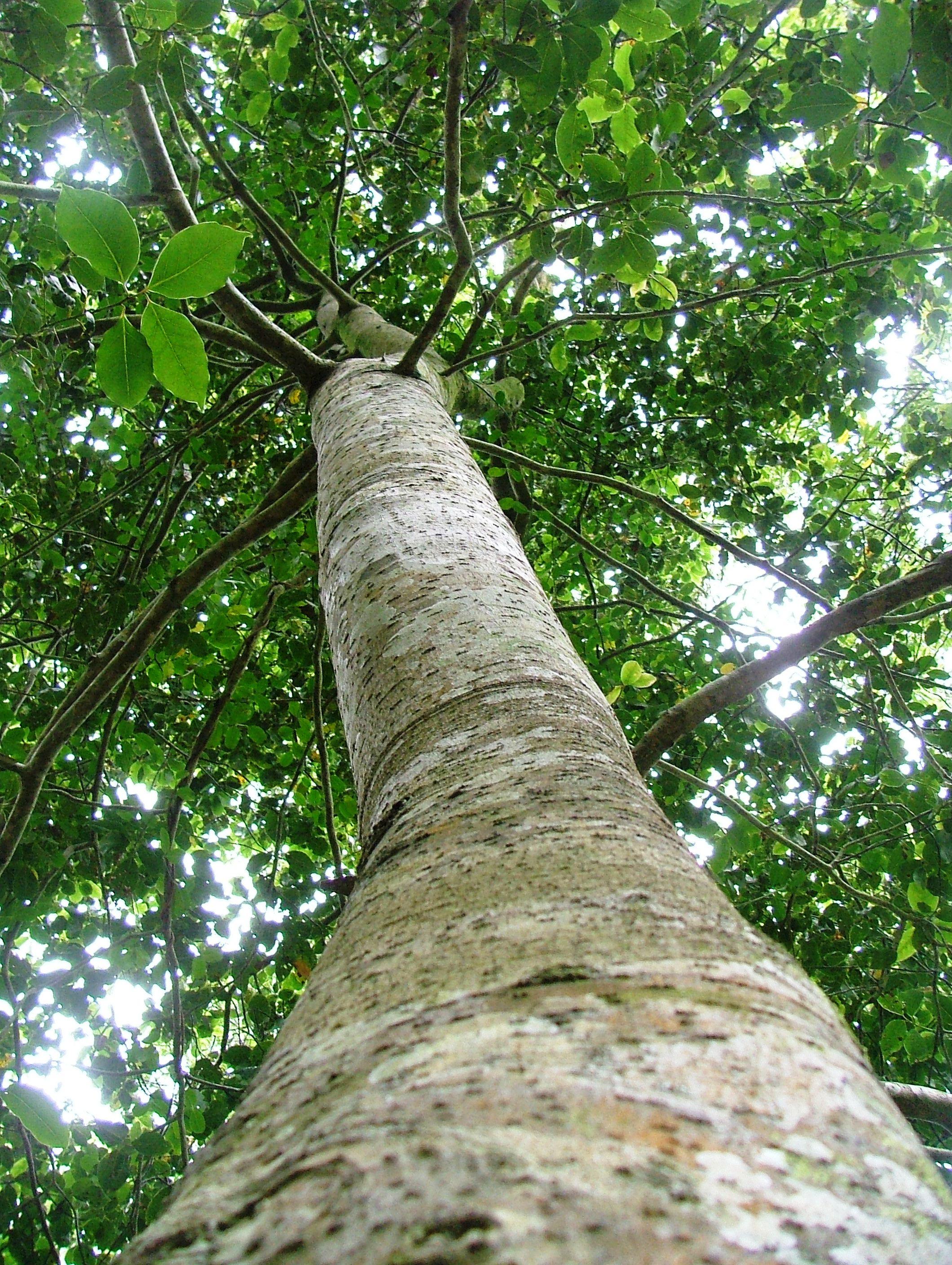
Ocotea bullata

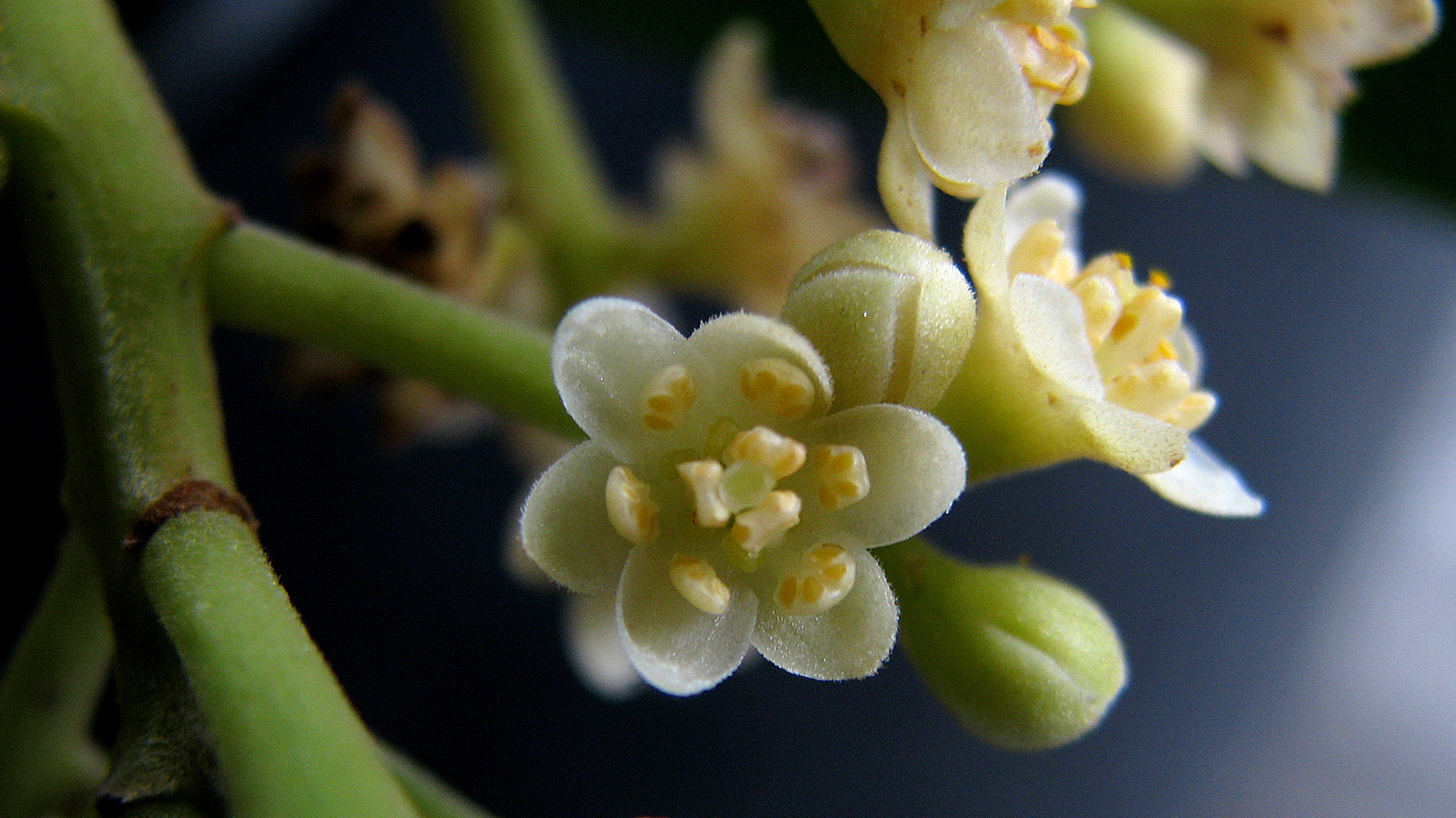
Ocotea lancifolia

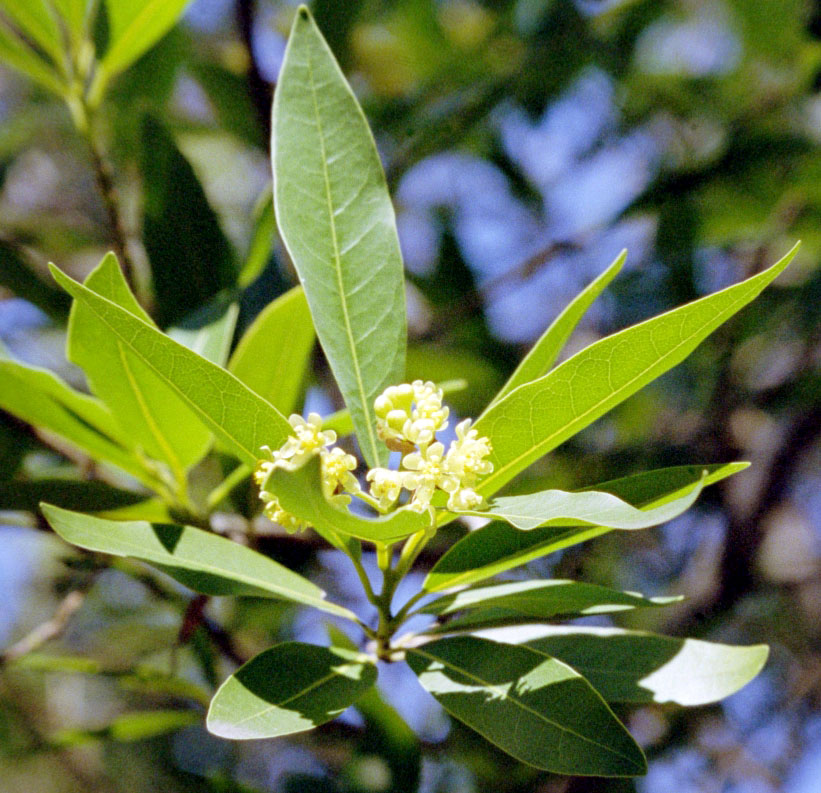
Laubblätter und Blütenstand des Kalifornischer Lorbeer (Umbellularia californica)

### Innere Systematik
Diese Familie wurde 1789 durch Antoine Laurent de Jussieu unter dem Namen „Lauri“ in Genera Plantarum, S. 80 aufgestellt. Synonyme für Lauraceae Juss. sind: Cassythaceae Bartl. ex Lindl. und Perseaceae Horan.; dies waren eigenständige Familien mit jeweils nur einer Gattung Cassytha bzw. Persea.
Es gibt etwa 45 bis 57 Gattungen in der Familie der Lorbeergewächse (Lauraceae) und mit etwa 2000 bis 2500 Arten (Artenzahlen und Verbreitungsgebiete der Gattungen stammen aus Rohwer 1990 und bedürfen einer Aktualisierung, außer den Gattungen, die extra gekennzeichnet sind und beispielsweise aus der Flora of China 2008 oder Quinet 2005 aktualisiert wurden):
- Actinodaphne Nees: Die etwa 100 Arten sind in tropischen und subtropischen Gebieten Asiens verbreitet.[9]
- Adenodaphne S.Moore: Die höchstens fünf Arten kommen nur in Neukaledonien vor.
- Aiouea Aubl.: Die etwa 19 Arten sind in der Neotropis verbreitet.[10]
- Alseodaphne Nees: Die etwa 50 oder mehr Arten sind von Sri Lanka, Indien, Laos, Myanmar, Thailand, Kambodscha, China, Vietnam, Malaysia, Indonesien bis zu den Philippinen verbreitet.[9]
- Anaueria Kosterm.: Sie enthält nur eine Art:
  - Anaueria brasiliensis Kosterm.
- Aniba Aubl.: Die etwa 48 Arten sind in der Neotropis verbreitet.[10]
- Apollonias Nees: Sie enthält nur zwei Arten:
  - Apollonias arnottii Nees
  - Barbusano (Apollonias barbujana (Cav.) A.Braun)
- Aspidostemon Rohwer & H.G.Richt.: Die etwa 29 Arten kommen nur in Madagaskar vor.[11]
- Beilschmiedia Nees (Syn.: Lauromerrillia C.K.Allen, Bernieria Baill., Nesodaphne Hook.f., Thouvenotia Danguy): Die 250 bis 300 Arten sind hauptsächlich im tropischen Afrika, Südostasien, Australasien und der Neuen Welt verbreitet.[9][11] Darunter:
  - Beilschmiedia mannii (Meisn.) Benth. & Hook.f. ex B.D.Jacks.: Aus West- bis Zentralafrika.
- Caryodaphnopsis Airy Shaw: Die etwa 14 Arten sind im tropischen Asien und in der Neotropis verbreitet.[9]
- Cassytha L. (Calodium Lour., Volutella Forsskål): Die 15 bis 20 Arten sind in den Tropen Asiens und Afrikas verbreitet.[9]
- Chlorocardium  Rohwer, H.G.Richt. & van der Werff: Die etwa drei Arten sind im östlichen Amazonasgebiet verbreitet. Darunter:
  - Grünherzholz (Chlorocardium rodiei (M.R.Schomb.) Rohwer, H.G.Richt. & van der Werff)
- Cinnadenia Kosterm.
- Cinnamomum Schaeff. (Camphora Fabricius, Cecidodaphne Nees, Parthenoxylon Blume): Die 250 bis 370 Arten sind von Südostasien bis Ostasien und Australien verbreitet.[12]
- Clinostemon Kuhlm. & Samp.: Die etwa zwei Arten sind in der Neotropis verbreitet.
- Cryptocarya R.Br. (Syn.: Ravensara Sonn.): Die etwa 200 bis 350 Arten sind in tropischen und subtropischen Gebieten verbreitet. Die Gattung fehlt in Zentralafrika. Das Zentrum der Artenvielfalt liegt in Malaysia, erreicht aber auch Australien und Chile.[9] Darunter:
  - Cryptocarya alba (Molina) Looser
  - Cryptocarya moschata Nees & Mart.
- Dehaasia Blume (Syn.: Cyanodaphne Blume): Die etwa 35 Arten sind in Laos, Kambodscha, Myanmar, Thailand, Vietnam, China, Malaysia, Indonesien und auf den Philippinen verbreitet. Das Zentrum der Artenvielfalt liegt in westlichen Malaysia.[9]
- Dicypellium Nees & Mart.
- Dodecadenia Nees: Sie enthält nur eine Art:
  - Dodecadenia grandiflora Nees: Ihr Verbreitungsgebiet ist Indien, Bhutan, Nepal, Myanmar und China.[9]
- Endiandra R.Br. (Syn.: Brassiodendron C.K.Allen, Dictyodaphne Blume): Die etwa 30 bis 128 Arten sind von Indien über Südostasien bis Australien, Neuguinea  und auf Pazifischen Inseln verbreitet.[9] Darunter:
  - Endiandra palmerstonii (F.M.Bailey) C.T.White
- Endlicheria Nees: Die etwa 40 Arten sind in der Neotropis verbreitet.
- Eusideroxylon Teijsm. & Binn.: Sie enthält nur eine Art:
  - Eusideroxylon zwageri Teijsm. & Binn.
- Gamanthera van der Werff: Sie enthält nur eine Art:
  - Gamanthera herrerae van der Werff
- Hexapora Hook.f.: Sie enthält nur eine Art:
  - Hexapora curtisii Hook.f.
- Hypodaphnis Stapf: Sie enthält nur eine Art:
  - Hypodaphnis zenkeri (Engl.) Stapf
- Iteadaphne Blume: Die nur drei Arten sind in Indien, Laos, Myanmar, Thailand, China, Vietnam und Malaysia verbreitet.[9]
- Kubitzkia van der Werff
- Lorbeeren (Laurus L.): Die nur zwei[9] Arten sind im Mittelmeerraum und in Makaronesien beheimatet.
- Licaria Aubl. (Syn.: Acrodiclidium Nees & C.Martius, Chanekia Lundell, Misanteca Schlechtendal & Chamisso): Die 40 bis 45 Arten sind in der Neotropis verbreitet.
- Lindera Thunb. (Aperula Blume, Benzoin Schaeffer, Daphnidium Nees, Parabenzoin Nakai, Polyadenia Nees): Die etwa 100 Arten sind in gemäßigten bis tropischen Gebieten in Asien und in Nordamerika verbreitet.[9]
- Litsea Lam. (Syn.: Hexanthus Lour., Iozoste Nees, Malapoenna Adanson, Pseudolitsea Yen C.Yang, Tetranthera Jacq.): Die etwa 200[9] (bis 400) Arten sind hauptsächlich im tropischen und subtropischen Asien, wenigen Arten in Australien und von Nordamerika bis subtropische Südamerika verbreitet.[9][12]
- Machilus Nees: Die etwa 100 oder 135 Arten sind in gemäßigten bis tropischen Gebieten in Süd- und Südostasien verbreitet.[9] Darunter:
  - Nanmu (Machilus nanmu (Oliv.) Hemsl.): Aus China und Tibet.
  - Machilus thunbergii Siebold & Zucc.: Aus Japan, Korea, Taiwan, dem süd- bis nordöstlichen China und Vietnam.
- Mezilaurus Kuntze ex Taub.: Die 16 bis 18 Arten sind in der Neotropis von Costa Rica bis zum südöstlichen Brasilien verbreitet.[10] Darunter:
  - Mezilaurus ita-uba (Meisn.) Taub. ex Mez
- Mocinnodaphne Lorea-Hern.: Sie enthält nur eine Art:
  - Mocinnodaphne cinnamomoidea Lorea-Hern.: Sie kommt in Mexiko vor. Sie wird heute auch als Aiouea cinnamomoidea (Lorea-Hern.) R.Rohde & Lorea-Hern.
- Nectandra Rottb.: Die (88 bis) etwa 120 Arten sind hauptsächlich in der Neotropis verbreitet.
- Neocinnamomum H.Liu: Die etwa sieben Arten sind in Indien, Bhutan, Nepal, Myanmar, Thailand, China (fünf Arten), Vietnam und Sumatra verbreitet.[9]
- Neolitsea (Benth. & Hook.f.) Merr. (Syn.: Litsea sect. Neolitsea Benth. & Hook.f., Bryantea Raf., Tetradenia Nees non Benth.): Die etwa 85 Arten sind von Indo-Malaysien bis ins östliche Asien verbreitet.[9][12]
- Nothaphoebe Blume: Die etwa 40 Arten sind in Asien, besonders in Malaysia und Indonesien verbreitet.[9]
- Ocotea Aubl. (Syn.: Agathophyllum Juss., Evodia Gaertn., Mespilodaphne Nees & Mart. ex Nees, Oreodaphne Nees & Mart.): In der Neotropis gibt es 300 bis 350 Arten und in Afrika (etwa sieben Arten), Madagaskar (etwa 50 Arten) sowie Makaronesien (nur eine Art) gibt es weitere 50 bis 60 Arten.[10] Darunter:
  - Ocotea bullata (Burch.) Baill.
  - Stinkender Lorbeer (Ocotea foetens (Aiton) Baill.): Aus Madeira und den Kanarischen Inseln.
  - Ocotea porosa (Nees & Mart.) Barroso
  - Ocotea quixos (Lam.) Kosterm.
- Paraia Rohwer et al.: Sie enthält nur eine Art:
  - Paraia bracteata Rohwer et al.
- Parasassafras D.G.Long: Sie enthält nur eine Art:
  - Parasassafras confertiflorum (Meisner) D.G.Long: Sie ist von Indien über Bhutan und Myanmar bis ins südwestliche sowie westliche Yunnan verbreitet.[9]
- Persea Mill.: Die etwa 50 (bis 100) Arten sind in den Tropen, aber hauptsächlich in der Neotropis verbreitet, nur wenige Arten kommen in Südostasien vor[9][12]; darunter:
  - Avocado (Persea americana Mill.)
- Phoebe Nees: Die bis zu 100 Arten sind im tropischen bis subtropischen Asien verbreitet.[9][12]
- Phyllostemonodaphne Kosterm.: Sie enthält nur eine Art:
  - Phyllostemonodaphne geminiflora (Mez) Kosterm.: Sie kommt in den brasilianischen Bundesstaaten Minas Gerais und Rio de Janeiro im Mata Atlântica vor.[10]
- Pleurothyrium Nees: Die 35 bis 45 Arten sind in der Neotropis weitverbreitet.
- Potameia Thouars: Die über 20 Arten kommen in Madagaskar (etwa 22 Arten) vor.[11]
- Potoxylon Kosterm.: Sie enthält nur eine Art:
  - Potoxylon melagangai (Symington) Kosterm.: Sie kommt nur auf Borneo vor.
- Povedadaphne W.C.Burger: Sie enthält nur eine Art:
  - Povedadaphne quadriporata W.C.Burger
- Rhodostemonodaphne Rohwer & Kubitzki (Syn.: Synandrodaphne Meisn.): Die etwa 41 Arten sind in Südamerika verbreitet.[10]
- Sassafras J.Presl (Pseudosassafras Lecomte, Yushunia Kamikoti): Von den drei Arten kommen zwei nur in China und eine Art kommt nur im östlichen Nordamerika vor.[9]
- Sextonia van der Werff: Die nur zwei Arten sind in Südamerika verbreitet.
- Sinopora J.Li et al.: Sie enthält nur eine Art:
  - Sinopora hongkongensis (N.H.Xia et al.) J.Li et al.: Dieser Endemit ist sehr selten und gedeiht in immergrünen Lorbeerwäldern in Höhenlagen von 400 bis 500 Meter nur in Tai Mo Shan in Hongkong.[9]
- Sinosassafras H.W.Li: Sie enthält nur eine Art:
  - Sinosassafras flavinervium (C.K.Allen) H.W.Li: Sie kommt nur in den chinesischen Provinzen südöstliches Xizang sowie westliches Yunnan vor.[9]
- Syndiclis Hook.f.: Von den etwa zehn Arten kommt eine im nordöstlichen Indien und in Myanmar, zwei kommen in China und Vietnam und die anderen sieben nur in China vor.[9]
- Triadodaphne Kosterm.
- Umbellularia (Nees) Nutt. (Syn.: Oreodaphne subg. Umbellularia Nees): Sie enthält nur eine Art:
  - Kalifornischer Lorbeer (Umbellularia californica (Hook. & Arn.) Nutt.)
- Urbanodendron Mez
- Williamodendron Kubitzki & H.G.Richt.